# Songkillers
Songkillers hrvatski je funk i pop sastav osnovan 1993. godine u Zagrebu.
Započeli su svoje djelovanje u klubu „Saloon" izvodeći obrade rock, soul, funk i pop standarda. 
U početku karijere, Songkillersi su surađivali s mnogim istaknutim hrvatskim glazbenicima, uključujući: Olivera Dragojevića, Vannu, Radojku Šverko i Davora Gopca. Značajna je bila njihova suradnja s Dinom Dvornikom, kojem su služili kao prateći bend početkom 1990-ih. S njime su snimili live album Live In München 1995. Bio je nominiran za hrvatsku diskografsku nagradu Porin, u kategoriji najbolji koncertni album.
Iako je sastav započeo kao prateći bend, tijekom vremena je evoluirao u samostalni band kojeg predvodi Željko Banić Bane kao glavni autor, instrumentalist i vokalist. Njihova glazba karakteristična je po spoju funka i pop glazbe, s urbanim i sofisticiranim aranžmanima. Među njihovim poznatijim pjesmama su: „Ni'ko kao ti”, „Molim sate", „Tako volim što te znam” i „Sreća".
U različitim postavama benda sudjelovali su renomirani glazbenici poput Ante Pecotića (bas gitara), Predraga Martinjaka (klavijature), Igora Geržine (tenor saksofon) i Kristijana Zoriana (bubnjevi). Kasniju postavu su činili Gojko Tomljanović (klavijature), Danko Krznarić (hammond), Ivica Premelč (saksofon) i drugi.
Diskografiju grupe čini pet studijskih albuma: „Fleka" (1997.), „Cosmic" (1998.), „Mislima" (2002.), „Sreća" (2005.) i „Sve je drugo igra” (2008.). Prvi album „Fleka" iznjedrio je hitove „Ni'ko kao ti" i „Ne znam gdje sam", pri čemu je potonja pjesma korištena u soundtracku filma „Mondo Bobo" redatelja Gorana Rušinovića.
Dobili su Porina 1998. za debitanta godine te su bili nominirani za Porina 2015. za najbolju vokalnu suradnju s Nikolom Marjanovićem za pjesmu „Dio mene”

## Diskografija

### Studijski albumi
- „Fleka”, 1997.[4]
- „Cosmic”, 1998.
- „Mislima”, 2002.
- „Sreća”, 2005.
- „Sve je drugo igra”, 2008.

### Kompilacije
- „14 (Best Of)”, 2004.
- „Fleka/Cosmic”, 2010.
- „Dio mene (Best Of 1997. - 2014.)”, 2014.